# 장서개발
장서개발이란 도서관장서를 개발하는 것과 관련된 제반 활동을 말하며 이용자 요구분석, 장서개발지침 수립, 장서선정, 입수, 장서관리 및 폐기, 장서평가 등의 요소로 이루어진 순환과정이다. 장서의 입수 및 구축을 목적으로 한다는 점에서 장서관리와 구분된다.
장서개발의 형태로는 협력장서개발, 소급장서개발 등이 있다.

## 같이 보기
- 도서관 경영학
- 장서관리